# NGC 464
NGC 464 é uma estrela dupla na direção da constelação de Andromeda. O objeto foi descoberto pelo astrônomo Wilhelm Tempel em 1882, usando um telescópio refrator com abertura de 11 polegadas. 